# Kirsten Boie
Kirsten Boie (n. 19 martie 1950, Hamburg, RFG) este o scriitoare contemporană de limbă germană din Germania. A devenit cunoscută, încă din anii '80, pentru romanele sale pentru copii și tineret.

## Biografie și activitate literară
Boie a studiat germană și engleză la Universitatea din Hamburg și a obținut titlul de doctor cu o teză despre proza timpurie a lui Bertolt Brecht. Din 1978 până în 1983 a predat, mai întâi, la Gimnaziul Oldenfelde și mai târziu la școala generală Mümmelmannsberg din Hamburg. Odată cu adoptarea primului ei copil, a trebuit să renunțe la învățătură la cererea Biroului de Asistență pentru Tineret (Jugendamt). Dar, pentru că și-a dorit să îmbine viața de familie și cariera profesională, Boie a început să scrie. În 1985 a apărut prima sa carte, ''Paule ist ein Glücksgriff", care s-a bucurat de un succes imediat. 
Foarte îndrăgite de public au fost și romanele din seria Geschichten aus dem Möwenweg, Lena (ein Mädchen im Grundschulalter), Juli (ein Junge im Kindergartenalter) oder King-Kong. A publicat aproximativ 100 de cărți, multe fiind traduse în diferite limbi.
Multe dintre textele lui Boie au apărut ca versiuni audio. Unele romane s-au plasat în topul celor mai bune cărți audio (HR2-Hörbuchbestenliste), spre exemplu:  Nella-Propella, Seeräubermoses und Wir Kinder aus dem Möwenweg, respectiv în topul celor mai înregistrări selectate pentru Premiul Înregistrărilor pe Vinile (Der Preis der deutschen Schallplattenkritik), spre exemplu: Der kleine Ritter Trenk, Alhambra.
Seria Ritter Trenk  a fost adaptată ca serie de benzi desenate și ca film de lung metraj. Și cartea Wir Kinder aus dem Möwenweg a fost adaptatü ca serie de desene animate de către canalul de televiziune pentru copii KiKA.
În 2006/ 2007, Boie a fost cooptată de către Universitatea Carl von Ossietzky din Oldenburg pentru un post de lector (Poetikprofessur). Din 2017 este membră a centrului PEN Germania.
Kirsten Boie a fost considerată protectoarea Casei de Cărți pentru Copii (Kinderbuchhaus) din Hamburg. 

## Opere
(în ordine cronologică)

#### King-Kong
(cu ilustrații de Silke Brix)
- King-Kong: Allerhand und mehr. Oetinger Verlag, 2004. ISBN 978-3-7891-3154-7
- King-Kong, das Glücksschwein. Oetinger Verlag, 2010. ISBN 978-3-7891-0727-6
- King-Kong, das Weihnachtsschwein. Oetinger Verlag, 2011. ISBN 978-3-7891-0738-2

#### Juli
(cu ilustrații de Jutta Bauer)
- Juli und das Monster. Beltz Verlag, 1995
- Juli wird erster. Beltz Verlag, 1996. ISBN 978-3-407-79177-1
- Juli und die Liebe. Beltz Verlag, 1999. ISBN 978-3-407-79231-0

#### Lena
(cu ilustrații de Silke Brix)
- Lena fährt auf Klassenreise. Oetinger Verlag, 2004. ISBN 978-3-7891-3157-8
- Lena wünscht sich ein Handy. Oetinger Verlag, 2005. ISBN 978-3-7891-0613-2
- Lena hat eine Tierkümmerbande. Oetinger Verlag, 2006. ISBN 978-3-7891-0628-6

#### Linnea
(cu ilustrații de Silke Brix)
- Linnea macht Sachen. Oetinger Verlag, 2002. ISBN 978-3-7891-3147-9
- Linnea schickt eine Flaschenpost. Oetinger Verlag, 2003. ISBN 978-3-7891-1170-9

- Linnea: Allerhand und mehr. Oetinger Verlag, 2005. ISBN 978-3-7891-3160-8

#### Möwenweg
(cu ilustrații de Katrin Engelking)
- Ein neues Jahr im Möwenweg (2008)
- Geheimnis im Möwenweg (2010)
- Ostern im Möwenweg (2011)
- Ferien im Möwenweg, Oetinger Verlag, 2015. ISBN 978-3-7891-2025-1

#### Nix
(cu ilustrații de Stefanie Scharnberg)
- Verflixt ein Nix (2003)
- Wieder Nix! (2007)
- Nix wie weg! (2013)

#### Albert
(cu ilustrații de Silke Brix)
- Albert geht schlafen. Oetinger Verlag, 2004. ISBN 978-3-7891-7629-6
- Albert macht Quatsch. Oetinger Verlag, 2004. ISBN 978-3-7891-7630-2
- Albert ist eine Katze. Oetinger Verlag, 2005. ISBN 978-3-7891-7638-8
- Albert spielt Verstecken. Oetinger Verlag, 2005. ISBN 978-3-7891-7640-1

#### Skogland
- Skogland. Oetinger Verlag, 2005. ISBN 978-3-7891-3159-2
- Verrat in Skogland. Oetinger Verlag, 2008. ISBN 978-3-7891-3174-5

#### Ritter Trenk
(cu ilustrații de Barbara Scholz)
- Der kleine Ritter Trenk und das Schwein der Weisen. Oetinger Verlag, 2012. ISBN 978-3-7891-3190-5
- Der kleine Ritter Trenk und fast das ganze Leben im Mittelalter. Oetinger Verlag, 2012. ISBN 978-3-7891-8530-4
- Der kleine Ritter Trenk und der ganz gemeine Zahnwurm. Oetinger Verlag, 2013. ISBN 978-3-7891-3196-7
- Der kleine Ritter Trenk und der Turmbau zu Babel. Oetinger Verlag, 2013. ISBN 978-3-7891-3200-1

#### Seeräubermoses
(cu ilustrații de Barbara Scholz)
- Seeräubermoses, Oetinger Verlag, 2009. ISBN 978-3-7891-3180-6
- Leinen los, Seeräubermoses, Oetinger Verlag, 2014. ISBN 978-3-7891-2020-6

#### Thabo: Detektiv und Gentleman
- Thabo. Detektiv und Gentleman. Der Nashorn-Fall, Band 1, Oetinger Verlag, 2016. ISBN 3789120332
- Thabo: Detektiv und Gentleman. Die Krokodil-Spur, Band 2, Oetinger Verlag, 2016. ISBN 3789103950
- Thabo. Detektiv und Gentleman. Der Rinder-Dieb, Band 3, Oetinger Verlag, 2017. ISBN 3789120340

### Cărți pentru copii, tineret și cărți ilustrate (titluri individuale)
(în ordine cronologică)  
- Ringel, Rangel, Rosen. Oetinger Verlag, 2010. ISBN 978-3-7891-3182-0
- Der Junge, der Gedanken lesen konnte. Ein Friedhofskrimi., Oetinger Verlag, 2012. ISBN 978-3-7891-3191-2
- Es gibt Dinge, die kann man nicht erzählen, Oetinger Verlag, 2013. ISBN 978-3-7891-2019-0
- Schwarze Lügen, Oetinger Verlag, 2014. ISBN 978-3-7891-2015-2
- Entführung mit Jagdleopard, Oetinger Verlag, 2015. ISBN  978-3-7891-2023-7
- Ein Sommer in Sommerby, Oetinger Verlag, 2018. ISBN 978-3-7891-0883-9

## Traduceri în limba română
- Alhambra, traducător: Corneliu Papadopol. Editura Vivaldi, București, 2009, ISBN 978-973-150-039-3. Inclus și în proiectul Punți Literare al Goethe-Institut [25]

## Distincții
Kirsen Boie a obținut peste 15 distincții de-a lungul carierei sale. Dintre acestea, menționăm: 
- 1985: pe lista de onoare a Premiului Austriac de Carte pentru Copii și Tineret (Der Österreichische Kinder- und Jugendbuchpreis) pentru Paule ist ein Glücksgriff
- 2007: Premiul special al Premiului de Carte Germană pentru Tineret (Der Deutschen Jugendliteraturpreises) pentru întreaga activitate literară
- 2011: Premiul pentru Pace Gustav-Heinemann pentru Cărțile de Copii și Tineret (Gustav-Heinemann-Friedenspreis für Kinder- und Jugendbücher)[26]
- 2013: Lynx-ul Anului (Luchs des Jahres) pentru Es gibt Dinge, die kann man nicht erzählen[27]
- 2018: Premiul de Carte pentru Copii al orașului Zürich (Zürcher Kinderbuchpreis) pentru Ein Sommer in Sommerby

## Vezi și
- Literatura germană

## Legături externe
- de Kirsten Boie în Catalogul Bibliotecii Naționale a Germaniei (Informații despre Kirsten Boie • PICA • Căutare pe site-ul Apper)
- Kirsten Boie la Internet Movie Database